# Compliance (Medizin)
Compliance ist in der Medizin die „Deckungsgleichheit von ärztlichem und pflegerischem Planen und patientlichem Handeln“. Compliance ist ein Oberbegriff für das kooperative Verhalten von Patienten im Rahmen einer Therapie. Dem in der Medizin „reduzierte[n] Complianceverständnis“ wird in der Psychotherapie ein um psychische und soziale Komponenten erweitertes Verständnis gegenübergestellt.
In der deutschen Sprachgebung werden vorrangig die Bezeichnungen Komplianz oder die Übersetzung Therapietreue benutzt. Im Englischen wird synonym auch der Begriff Adherence verwendet. Der Begriff Adhärenz ersetzt zunehmend den Begriff Compliance. Damit soll mehr auf die gemeinschaftliche Entscheidungsfindung von Patienten und Behandlern eingegangen werden.
Gute Compliance bedeutet konsequentes Befolgen der ärztlichen Ratschläge. Laut Weltgesundheitsorganisation (WHO) haben im Durchschnitt aber nur 50 % der Patienten eine gute Compliance. Besonders wichtig ist die Compliance bei chronisch Kranken in Bezug auf die Einnahme von Medikamenten, das Befolgen einer Diät oder die Veränderung des Lebensstils. In vielen Therapiegebieten mit chronischen Erkrankungen sind nach einem Jahr nur noch etwa 50 % der Patienten in der initialen Therapie. Weiter gefasst versteht man unter Compliance die Bereitschaft des Patienten und seines relevanten Umfelds, sich gegen die Erkrankung zur Wehr zu setzen.

## Einflussfaktoren
Die WHO definiert fünf miteinander verknüpfte Ebenen, die die Therapietreue beeinflussen:
1. sozio-ökonomische Faktoren (Armut, Ausbildungsstand, Arbeitslosigkeit)
2. patientenabhängige Faktoren (Fähigkeit zur Selbstorganisation, Vergesslichkeit, Wissen)
3. krankheitsbedingte Faktoren (Symptome, gefühlter Nutzen, gleichzeitige Depression)
4. therapiebedingte Faktoren (Nebenwirkungen, Komplexität der Verabreichung)
5. gesundheitssystem- und therapeutenabhängige Faktoren (Kostenübernahme, Behandlungsmöglichkeiten, Kommunikation)

## Messmöglichkeiten
Das Messen von Therapietreue ist schwierig. Technologie und Partnerschaft können dabei helfen. Es gibt dafür keinen Maßstab. Die Messung von Therapietreue ist eine Schätzung bezüglich des aktuellen Verhaltens des Patienten.
Messmethoden:
- Diagnostik in vitro (Blutentnahme)
- MEMS (elektronische Überwachung der Entnahme von Kapseln/Tabletten aus einem Behälter)
- Pillenzählen, Berechnung der Medikamentenverfügbarkeit über die Zeit
- Kontrolle des Medikamentenkaufs
- Selbstdeklaration (Abklärung mittels Fragen/Fragebogen)
- Einschätzung des Arztes/Apothekers (Überschätzung, Antworten gemäß der sozialen Wünschbarkeit)
- Bericht der Angehörigen / klinikexternen Krankenpflege
- Beobachtung der Einnahme (Drogenentzugsprogramme, Behandlung der Tuberkulose)

Messungen spiegeln immer ein aktuelles Verhalten zu einem bestimmten Zeitpunkt wider und sind mit Ausnahme von MEMS oder der direkt beobachteten Einnahme nicht kontinuierlich. Das heißt, dass sich die Therapietreue im Zeitablauf und unter verschiedenen Einflussfaktoren ändern kann.
Die Compliance wird oft als Prozentzahl ausgedrückt. In vielen therapeutischen Gebieten spricht man von guter Compliance, wenn über die beobachtete Zeitdauer 80 % und mehr der geplanten Dosierung eingenommen wurde. Zu beachten ist, dass Compliance von null bis über 100 % gehen kann – ‚über 100 %‘ bedeutet, dass der Patient mehr Medikamente eingenommen hat als geplant.

## Non-Compliance
Das Nichteinhalten ärztlicher Ratschläge und die Nichterfüllung therapeutisch notwendiger Pflichten bezeichnet man als Non-Compliance. Vielfach wird unterschieden zwischen unbeabsichtigter und beabsichtigter Non-Compliance. Unbeabsichtigte Non-Compliance ist am häufigsten. Die Gründe dafür sind vielfältig. Der Hauptgrund besteht laut Patienten in ihrer Vergesslichkeit. Daneben können eine unbequeme Einnahme, Nebenwirkungen, Stress oder Kosten die Ursachen für Non-Compliance sein. Weitere wichtige Gründe sind ungenügende Information oder ungenügendes Verstehen der Krankheit sowie der Möglichkeiten und der Wirkung der Medikamente. Dazu kommen oft noch Einstellungen und Glaubenssätze, die ein konsequentes Umsetzen der Empfehlungen behindern können. Bei vielen chronischen Krankheiten können auch fehlende Symptome dazu verleiten, die Therapie nicht konsequent zu befolgen. Eine mangelnde Umsetzung von Abmachungen mit dem Arzt kommt aber nicht nur in Bezug auf die Medikamente vor. Die Reduktion von Risikofaktoren wie Übergewicht, Rauchen oder Bewegungsmangel stellt einen wichtigen Beitrag zur Verbesserung der Gesundheit und Verlängerung der Lebenserwartung dar. Die Umsetzung der Empfehlungen des Arztes in diesen Bereichen macht vielen Personen Mühe, erfordert Einsicht, Abbau von Barrieren und oft auch die Inanspruchnahme von Fachleuten.
Eine ungenügende Umsetzung des Therapieplanes kann, in Abhängigkeit von der Grundkrankheit, mit erhöhtem Sterberisiko, mehr Krankheitssymptomen und geringerer Lebensqualität einhergehen. So konnte ein direkter Zusammenhang zwischen Mortalität und Zuverlässigkeit der Medikamenteneinnahme für Statine und Betablocker bei Patienten nach einem Herzinfarkt nachgewiesen werden. Neben der Reduktion der Lebenserwartung und vermehrten Krankheitssymptomen kommt es auch zu
an sich unnötigen Behandlungen und damit verbundenen Kosten. So wird eine gewisse Anzahl von Krankenhausaufenthalten durch mangelnde Umsetzung der Therapiepläne verursacht.
Die Zahl non-complianter Patienten ist in Neurologie und Psychiatrie besonders hoch. Bei Patienten mit Schizophrenie, Depression, Epilepsie oder Multipler Sklerose liegt die Rate der Non-Compliancer bei 50 Prozent. Nach Angaben der Psychiatrischen Klinik der Technischen Universität München ließe sich jede zweite Einweisung in die Psychiatrie verhindern, wenn Patienten ihre Psychopharmaka nicht eigenmächtig absetzen würden. Aber auch in den anderen Disziplinen befolgt ca. ein Drittel der Patienten die Therapiepläne nicht oder nicht richtig. Der Weltgesundheitsorganisation zufolge ist mangelnde Therapietreue ein großes und weltweites Problem, das alle Therapiegebiete betrifft.
Als ein wesentlicher Faktor unzureichender Therapietreue wird heute in verschiedenen Studien eine mangelhafte Kommunikation in der Arzt-Patient-Beziehung aufgrund einer nicht patientengerechten, abgehobenen Medizinersprache und einer entsprechend geringen Überzeugungskraft der Ärzte ausgemacht. Nach R.M. Epstein praktiziert noch ein erheblicher Teil der Ärzte (43 %) eine überholte asymmetrische, sogenannte „paternalistische“ Arzt-Patient-Beziehung. Die daraus resultierende, vornehmlich autoritätsgetragene Verordnung trägt jedoch bei vielen Patienten heute nicht mehr. Die neuere Medizinerausbildung ist deshalb dabei, den alten Forderungen nach einer Verbesserung der Kommunikationsfähigkeit der angehenden Ärzte durch entsprechende Curricula und Lehrbücher Rechnung zu tragen und die entsprechenden Defizite in der Medizinerausbildung aufzuarbeiten.

## Förderungsversuche
Maßnahmen zur Förderung der Compliance sollten auf die Gründe der mangelnden Compliance abgestimmt sein. Dafür ist es sinnvoll, dass Arzt, Apotheker und Patient nicht nur über die Diagnose, den Therapieplan und die medikamentöse Unterstützung reden, sondern auch über die Umsetzung des Therapieplans und die Fähigkeit des Patienten zur Selbstorganisation. Dabei sollte auch abgeklärt werden, welche Risiken bei Non-Compliance bestehen, wann z. B. Vergesslichkeit als häufigster Grund vorkommen könnte und welche Maßnahmen dazu beitragen, Non-Compliance und Rezidive zu vermeiden. Beispielsweise sollte bei einer Medikamenteneinnahme, die schwer im Tagesablauf verankert werden kann, nach Maßnahmen gesucht werden, mit denen sichergestellt werden kann, dass die Medikamenteneinnahme zum richtigen Zeitpunkt in der richtigen Dosierung stattfindet. Besonders bei Medikamenten, bei denen der Zeitpunkt der Einnahme für die Wirkung wichtig ist, sollte dies beachtet werden (Parkinson-Behandlung, Antibiotika, HIV-Medikamente, Immunsuppressiva). Die Vereinfachung des Arzneitherapieschemas (beispielsweise Reduktion der Tablettenzahl) ist die effektivste einzelne Maßnahme der Adhärenzförderung.
Mögliche Maßnahmen umfassen:
- Aufmerksamkeit gegenüber der Problematik mangelnder Therapietreue
- Information über die Krankheit, die Medikamente und die Wichtigkeit der regelmäßigen Medikamenteneinnahme
- Vereinfachungen der medikamentösen Therapie

Einnahmefrequenz
Kombinationen
- Organisationshilfen, um die Einnahme zu erleichtern:

Pillenboxen
Kalender
Verankerung im Tagesablauf (Packung im Zahnputzbecher, Magnet/Kleber am Kühlschrank, Wecker)
Erinnerungshilfen in elektronischen Kalendern
Compliance-Reminder-Systeme: SMS-Erinnerungen aufs Mobiltelefon
- Monitoring

Selbstmessung (Bluthochdruck, Glukosewerte, Gewicht)
MEMS (elektronische Messung der Tablettenentnahme aus Behälter) – organisierbar nur zuhause
Messung der Blutwerte (HbA1c, Cholesterin) in regelmäßigen Abständen durch Arzt oder Apotheke
- direkt beobachtete Einnahme (z. B. Methadonprogramm, Tuberkulosebehandlung)

### Psychische Faktoren
Zu erhöhter Compliance trägt der Patient bei, wenn er
- von seiner allgemeinen Krankheitsanfälligkeit überzeugt ist,
- sich seiner Erkrankung gegenüber für besonders anfällig hält,
- die Ernsthaftigkeit seines Leidens erkennt,
- an die Wirksamkeit der Therapie glaubt,
- mit der medizinischen Betreuung zufrieden ist,
- von seinen Angehörigen in seinem Befolgungsverhalten unterstützt wird,
- es nicht wagt, die Ratschläge des Therapeuten nicht zu befolgen und
- sich seiner Schwächen bezüglich seiner Selbstorganisation bewusst ist und Unterstützung sucht.

Des Weiteren kann Therapietreue durch Psychoedukation verbessert werden.

### Faktoren im Umfeld
Der Arzt sollte therapeutische Anweisungen und Strategien auf die Möglichkeiten und Wünsche des Patienten abstimmen. Beispielsweise ist es vorteilhaft, in einer medikamentösen Dauertherapie Kombinationspräparate zu verordnen, die nur einmal täglich eingenommen werden müssen, statt mehrmals täglicher Gabe halber oder gar geviertelter Tabletten.
Hilfreich kann hier zusätzlich eine leicht zu öffnende Verpackung sowie die Vorbereitung der täglichen Einnahme durch Einsortieren in eine Pillenbox oder auch die Medikamentenabgabe in vorbereiteten Einzelpackungen (Verblisterung) sein. Auch elektronische Systeme zur Überwachung der Tablettenentnahme und zur akustischen oder optischen Erinnerung an die Arzneimitteleinnahme finden Verwendung.
Vertreter der Pharma- und Verpackungsindustrie sowie von Patientenorganisationen gründeten 2003 die Non-Profit-Organisation Healthcare Compliance Packaging Council of Europe zur Unterstützung von Patienten bei der Medikamenteneinnahme durch intelligentes Verpackungsdesign.